# 정부협조 무당파 의원단
정부협조 무당파 의원단(폴란드어: Bezpartyjny Blok Współpracy z Rządem; BBWR 베스파르티이니 블로크 프스푸으프라치 즈 존뎀[bɛsparˈtɨjnɨ ˈblɔk fspuwˈpratsɨ z ˈʐondɛm][*])은 전간기 폴란드 제2공화국에 있었던, "무당파 무소속" 정치단체다. 독재자 유제프 피우수트스키 및 그의 정치 운동인 사나치아와 밀접한 관련이 있었다. 중요 인물로는 발레리 스와베크, 카지미에스 바르텔, 카지미에스 스피탈스키, 알렉산데르 프리스토르, 유제프 베크, 야누스 옌드제예비츠, 바츠와프 옌드제예비츠, 아담 코크, 레온 코즈오프스키, 이그나시 마투스제프스키, 보구스와프 미에진스키, 브로니스와프 피에라키, 아담 스콰르친스키, 야누스 라드지위으 등이 있다.
1993년, 당시 대통령 레흐 바웬사가 개혁지지 무당파 의원단이라는 사실상의 정당, 명목상의 정치단체를 만들었다. 이 단체도 약자가 BBWR이었는데, 피우수트스키 시대의 BBWR처럼 바웬사 대통령을 전적으로 지지하는 교섭단체라는 의도를 가진 명명이었다.

## 같이 보기
- 인민협동기지
- 국민급진기지 (1934년)